# Laurent de La Hyre

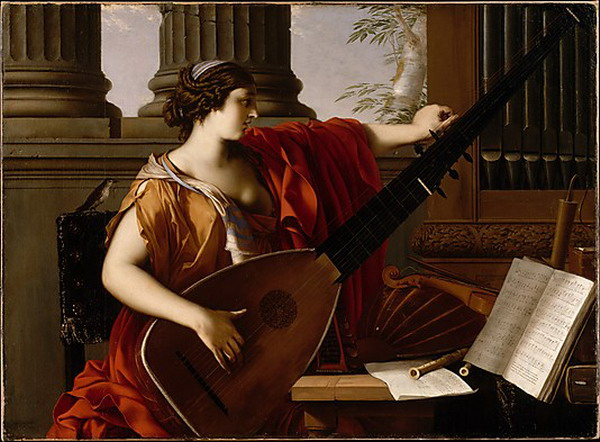
Alegoria Muzyki (1648)

Ofiara Abrahama (1650)

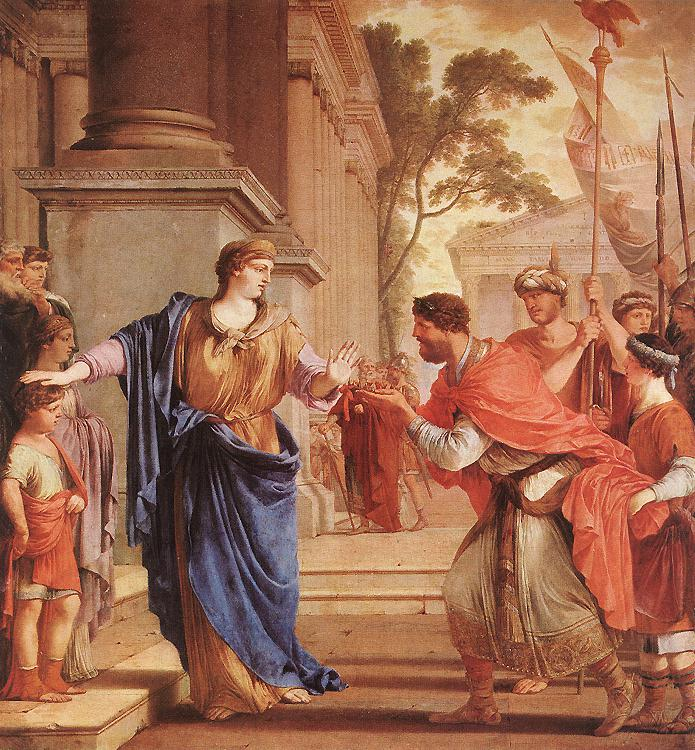
Kornelia odrzuca koronę Ptolemeuszy (1646)

Laurent de La Hyre lub La Hire (ur. 27 lutego 1606 w Paryżu, zm. 28 grudnia 1656 tamże) -  francuski malarz, rysownik, grafik i dekorator; reprezentant klasycyzującego baroku.

## Życie
Był synem paryskiego malarza Étienne’a de La Hyre (ok. 1583-1643), który ok. 1600  przebywał prawdopodobnie w Polsce. Uczył się w pracowni Georgesa Lallemanta. Zdobył gruntowne wykształcenie. Posiadał wiedzę z zakresu teorii perspektywy i architektury, pasjonował się muzyką i matematyką. Był jednym z dwunastu współtwórców założonej w 1648 Królewskiej Akademii Malarstwa i Rzeźby. Do jego uczniów należał François Chauveau (1613-1676). Najstarszy syn artysty Philippe odziedziczył po ojcu talent malarski, zasłynął jednak jako wybitny matematyk i astronom.

## Twórczość
Malował głównie sceny religijne i  mitologiczne, najczęściej na tle architektury lub krajobrazu, oraz kompozycje  alegoryczne (cykl obrazów przedstawiających personifikacje siedmiu sztuk wyzwolonych). Wykonywał liczne obrazy dla kościołów i klasztorów, m.in. do Katedry Notre-Dame w Paryżu (Nawrócenie św. Pawła, Św. Piotr uzdrawiający chorych, Zdjęcie z krzyża).  Namalowane przez niego na zamówienie kardynała Richelieu pejzaże i portrety nie dochowały się do naszych czasów. Projektował również kartony do tapiserii dla Manufacture des Gobelins (Miłość bogów). Początkowo uległ wpływom  szkoły z Fontainebleau (kopiował m.in. malowidła Primaticcia), w późniejszym okresie oddziałał na niego barokowy klasycyzm Voueta i Poussina. Jego dzieła cechują idealne proporcje, wystudiowana gestykulacja postaci, łagodna świetlistość, subtelny koloryt. Zdaniem angielskiego historyka sztuki Anthony’ego  Blunta ucieleśnia on w jakimś sensie rozsądek i dobry smak XVII-wiecznej kultury francuskiej.

## Wybrane dzieła
- Śmierć Adonisa -  1624-28, 1,09 x 148 cm, Luwr, Paryż
- Papież Mikołaj V przy grobie św. Franciszka -  1630, 221 x 164 cm, Luwr, Paryż
- Tezeusz ze swoją  matką Ajtrą -  1634-40, 141 x 118,5 cm, Muzeum Sztuk Pięknych w Budapeszcie
- Narodziny Bachusa -  1638, 112,5 x 135 cm, Ermitaż, Sankt Petersburg
- Alegoria Muzyki -  1649, 94 x 137 cm, Metropolitan Museum of Art, Nowy Jork
- Święta Rodzina w krajobrazie z ruinami -  1641, 54,5 x 36 cm, Gemäldegalerie, Berlin
- Madonna z Dzieciątkiem -  1642, 114 x 92 cm, Luwr, Paryż
- Kornelia odrzuca koronę Ptolemeuszy  1646, 138 × 123 cm, Muzeum Sztuk Pięknych w Budapeszcie
- Laban przeszukujący dobytek Jakuba w poszukiwaniu swoich bożków domowych -  1647, 95 x 133 cm, Luwr, Paryż
- Jezus ukazujący się trzem Mariom -  1650, 398 x 251 cm, Luwr, Paryż
- Alegoria Gramatyki -  1650, 103 × 113 cm, National Gallery w Londynie
- Pejzaż z kąpiącymi się boginkami -  1653, 66 x 87 cm, Luwr, Paryż
- Krajobraz ze św. Franciszkiem -  56 x 89 cm, Luwr, Paryż
- Wniebowzięcie Najświętszej Maryi Panny -  78 x 53 cm, Kunsthistorisches Museum, Wiedeń